# Kaltblüter (Pferd)

Kaltblut

Kaltblüter sind Pferderassen, die sich durch hohes Körpergewicht und ruhiges Temperament auszeichnen und als schwere Zugpferde eingesetzt werden. Warmblüter hingegen werden eher als Reitpferde eingesetzt.
Die Bezeichnung bezieht sich auf die Eigenschaften und das Temperament der Tiere, nicht auf die Körpertemperatur. Diese liegt bei allen Pferden, Warmblütern und Kaltblütern, im Bereich von durchschnittlich 38 °C. Alle Pferde sind Säugetiere und gleichwarme Tiere.

## Nutzung
Bis Mitte des 20. Jahrhunderts war die Nutzung von Kaltblutrassen wie Niederländisches Kaltblut, Noriker, Rheinisch-Deutsches Kaltblut (manchmal auch „Westfälisches Kaltblut“ genannt), Mecklenburger Kaltblut, Schleswiger Kaltblut, Schwarzwälder Kaltblut, Shire Horse und Belgier als Arbeitspferde in Landwirtschaft und Industrie weit verbreitet. Hier waren vor allem ihr enormes Leistungsvermögen und ihre Gutmütigkeit geschätzt. Kaltblüter sind aufgrund ihres schweren Körperbaus nicht als schnelle Reitpferde geeignet.
Auch wenn der Bestand seit dieser Zeit stark geschrumpft ist, scheint er bei den meisten Rassen dennoch gesichert.
Kaltblutpferde werden heute noch in der Forstwirtschaft, z. B. als Rückepferde, eingesetzt, wenn die Nutzung schwerer Maschinen nicht möglich oder nicht erwünscht ist. Außerdem werden sie als Freizeit-, Western- und Familienpferde eingesetzt.
Leichte Kaltblüter, wie Freiberger, Friesen oder Tinker, werden gerne aufgrund ihres ruhigen Charakters im Freizeitreiten eingesetzt. Manche leichte Kaltblutrassen wie der Haflinger wurden durch das Einkreuzen von Arabern zu leichten Freizeitpferden in Ponygröße umgezüchtet. 

Galerie
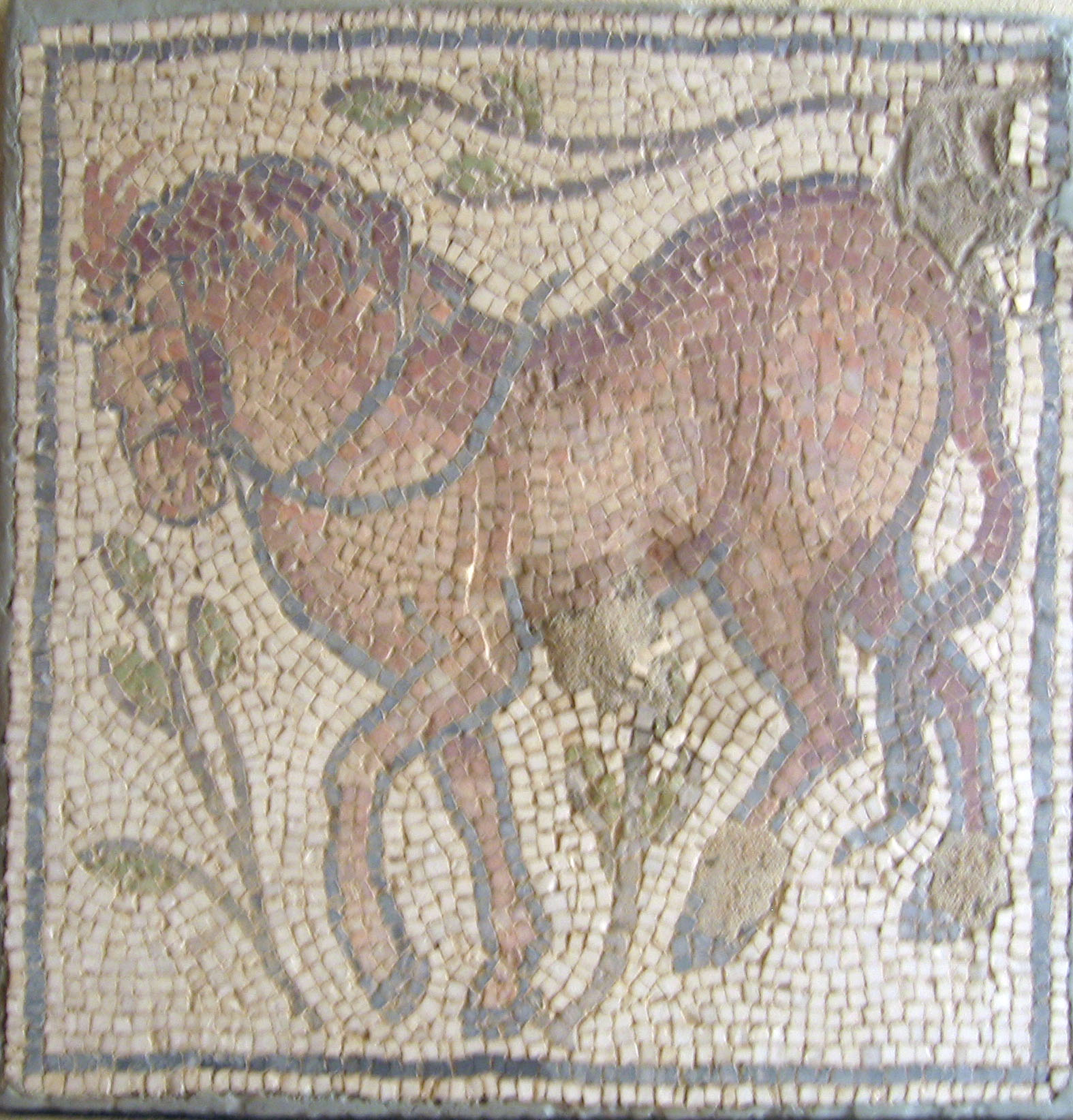
Kaltblut auf einem Mosaik im Bet-Guvrin-Marissa-Nationalpark, Israel, 4. Jh.
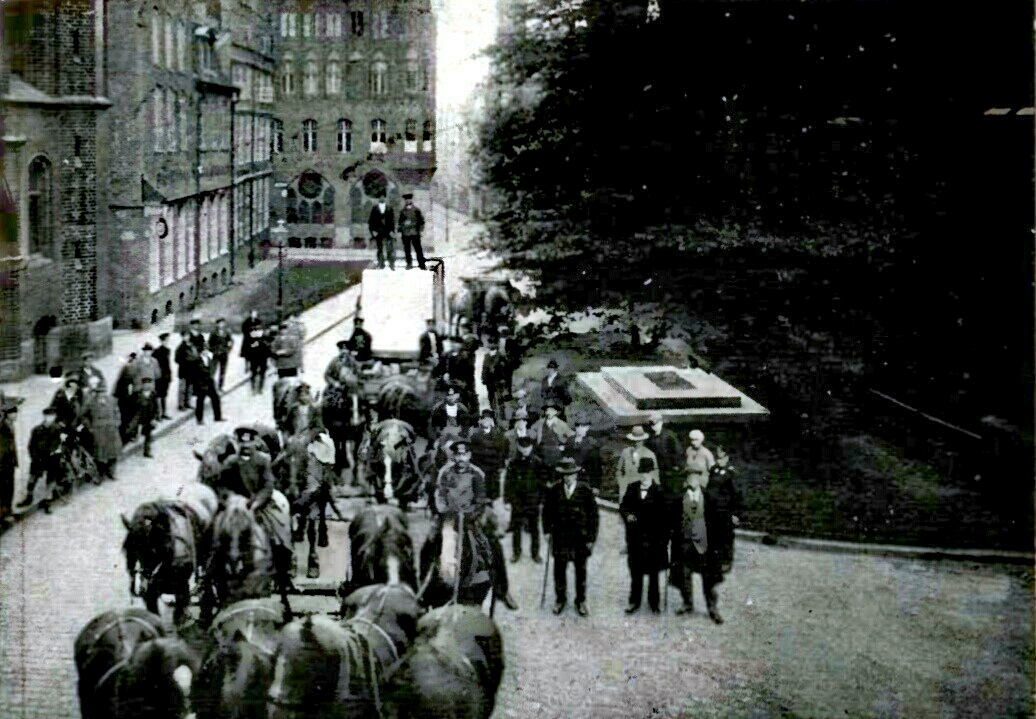
Ankunft des von 16 Pferden gezogenen Granitsteines bei St. Marien in Lübeck, 1929
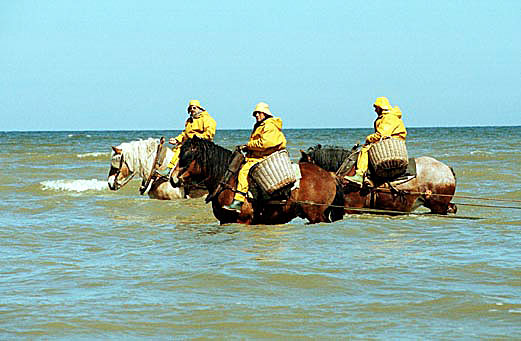
Nordsee-Krabbenfischer mit Kaltblütern in Oostduinkerke an Zee/Belgien, 2005
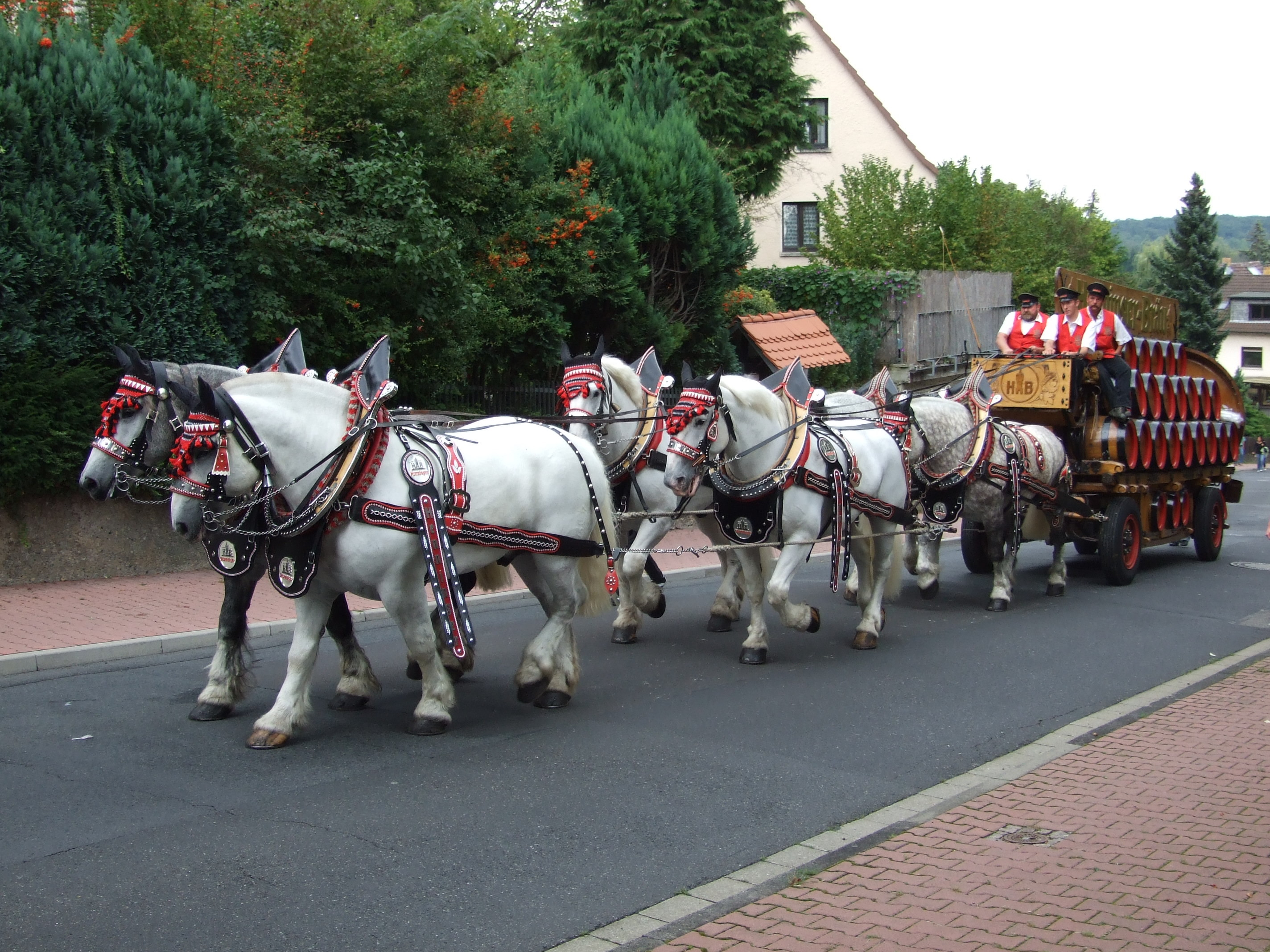
Sechser-Kaltblütergespann mit Brauereiwagen, 2007
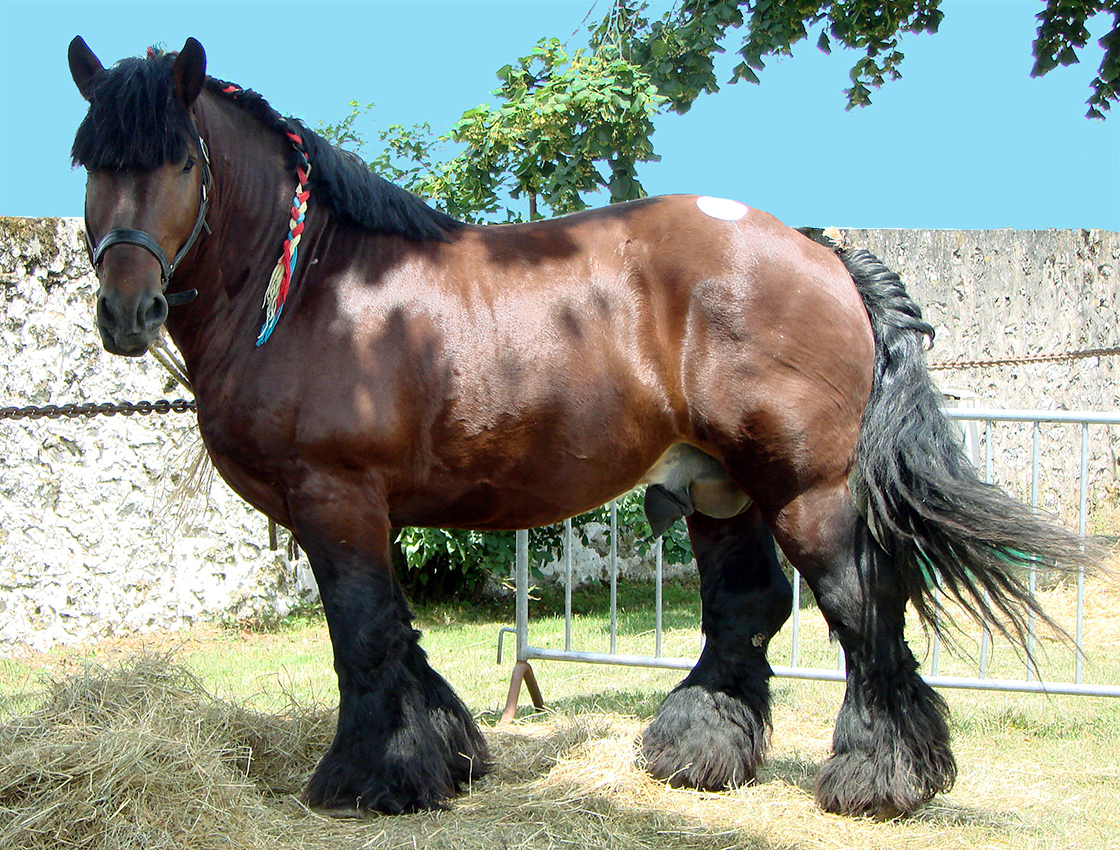
Ardenner-Hengst, eine der ältesten Kaltblutrassen, 2007
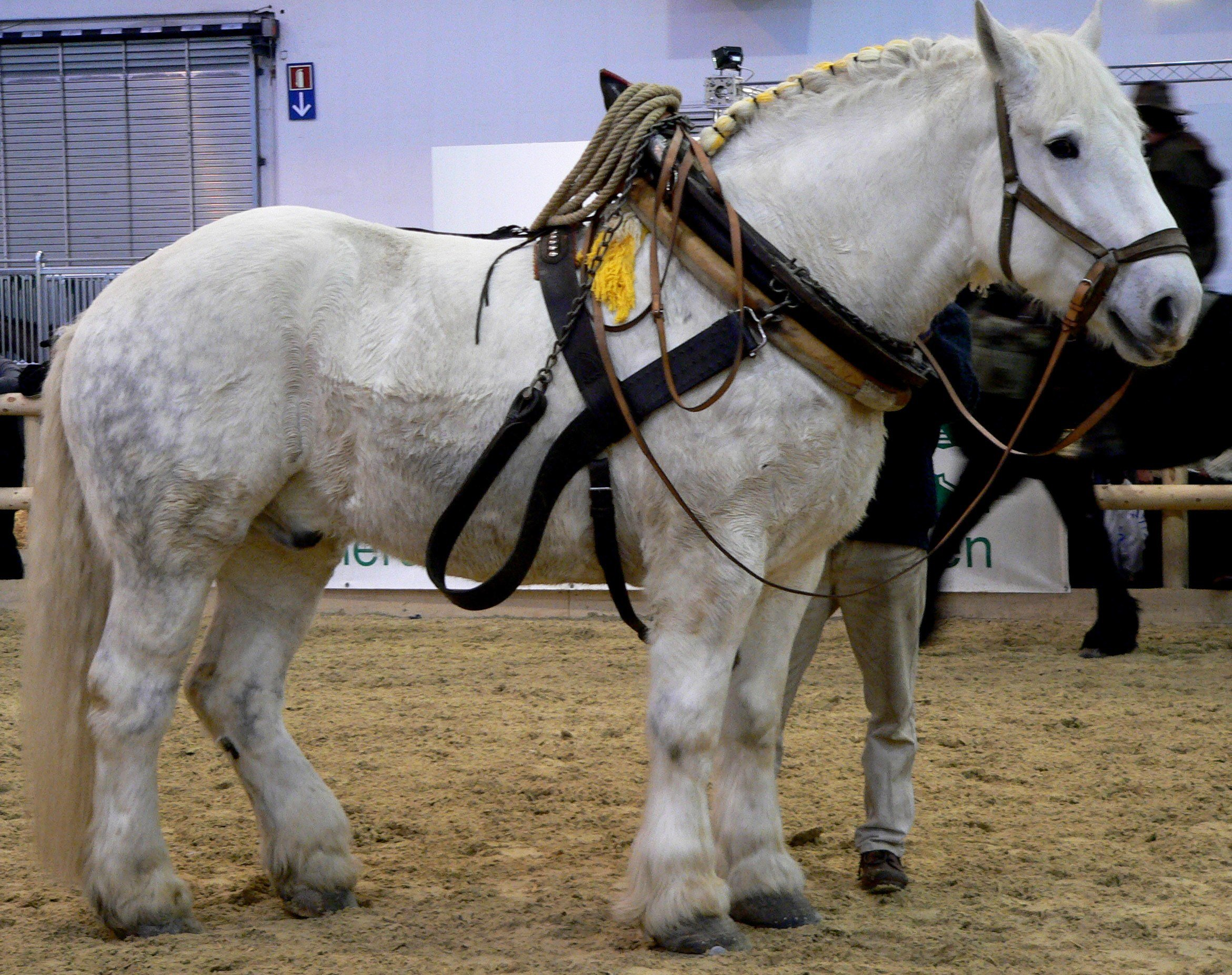
Percheron, eine französische Kaltblutrasse